# Brownleea galpinii
Brownleea galpinii är en orkidéart som beskrevs av Harry Bolus. Brownleea galpinii ingår i släktet Brownleea och familjen orkidéer.

## Underarter
Arten delas in i följande underarter:
- B. g. galpinii
- B. g. major